# Bonares

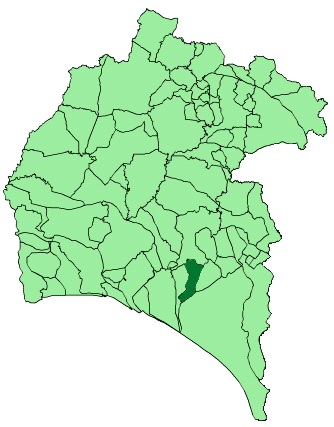
Localização de Bonares

Bonares é um município da Espanha na província de Huelva, comunidade autónoma da Andaluzia, de área 66 km² com população de 5603 habitantes (2004) e densidade populacional de 84,89 hab./km².

## Demografia
| Variação demográfica do município entre 1991 e 2004 | Variação demográfica do município entre 1991 e 2004 | Variação demográfica do município entre 1991 e 2004 | Variação demográfica do município entre 1991 e 2004 |
| --------------------------------------------------- | --------------------------------------------------- | --------------------------------------------------- | --------------------------------------------------- |
| 1991                                                | 1996                                                | 2001                                                | 2004                                                |
| 4949                                                | 5056                                                | 5163                                                | 5267                                                |